# Arktyczna mgła
Arktyczna mgła (ang. Arctic Drift) – powieść sensacyjno-przygodowa napisana przez Clive’a Cusslera oraz jego syna, Dirka, wydana w 2008. Jest dwudziestą książką z serii o przygodach Dirka Pitta. W Polsce opublikowana przez wydawnictwo Amber w kwietniu 2009.

## Opis fabuły
U wybrzeża Kanady kuter natrafia na chmurę gęstej mgły, kilka dni później statek badawczy NUMA znajduje kuter z martwą załogą. Jedyny ślad mogący pomóc w rozwiązaniu zagadki śmierci marynarzy to zaginiona arktyczna wyprawa z 1848 i minerał spoczywający w ładowniach uwięzionych w lodzie okrętów.